# チャンス青木
チャンス 青木（チャンス あおき、本名：青木 博志、1943年もしくは1944年 - 2016年11月29日）は、漫才協会所属のお笑い芸人。熊本県熊本市出身。漫才協会理事。既婚。熊本県立済々黌高等学校、西南学院大学経済学部卒業。2008年1月に青木チャンスから「チャンス青木」に改名。

## 経歴
大学在学中は演劇部部長として活動、卒業後はパルプ会社に勤務。
退職後の1972年に元Wけんじの宮城けんじに弟子入りし、1977年に斎藤チャンスと「Wチャンス」を結成。主に浅草松竹演芸場、浅草木馬館に出演。1983年のコンビ解消後は、浅草松竹演芸場、浅草ゴロゴロ会館等で漫談、司会を行っている。
Wチャンス解散後は「鋭才・鈍才」（青木は鋭才）、「チャンス・コダマ」（コダマはケーシー高峰門下）のコンビで活動したが、長続きはしなかった。後輩の面倒見がよいこともあり、2002年には漫談家として初めて漫才協会の理事に就任。
演芸場が主な活動の場でメディア出演はほとんどない。テレビでは名前が知られていない「浅草の師匠」の代表格として、ナイツがよくトークなどでネタにしている。
晩年は真木淳と組んで漫才を披露したこともあり、青木自身最後の出演となった2016年の漫才大会（浅草公会堂、10月22日）でも「淳とチャンス」として漫才を演じた。
2016年11月29日、心不全のため、自宅で死去。72歳没。

## 出演番組
- 金曜かきこみTV（お笑い掲示板のコーナー、2006年6月）
- 年忘れ漫才競演（内海桂子の相方として）
- アメトーーク!（「浅草芸人師匠めぐり」、2012年9月16日）